# ㅸ
ㅸは、ハングルを構成する子音字母のひとつ。現在は使用されない古いハングル字母であり、ㅂの下にㅇを加えることで作られている。呼称はギョンビウプ（경비읍、軽ビウプ）、スンギョンウムビウプ（순경음 비읍、唇軽音のビウプ）もしくはガビョウンビウプ（가벼운비읍、軽いビウプ）である。唇軽音と呼ばれる音を表す字母の一つであり、他にㆄ ㅹ ㅱがあるが、朝鮮語固有の音韻表記に用いられたのはこの字母のみである。音韻変化により世祖（15世紀中葉）以降には使われなくなった。

## 音韻
この字母は訓民正音初声体系の字母に入れられていないものの実質上、朝鮮語固有の子音を表すものとして初声に用いられた。ただし、その現れる条件が決まっており、必ず有声音と有声音の間に置かれた。その音価は[β]であったと推定されている。
この音はその後、[w]（すなわち오, 우）へと変化した。例えば現在の韓国の首都「서울（ソウル）」も「셔ᄫᅳᆯ（ショブル）」から変化したものである。
現代文法でㅂ不規則動詞が母音の前で/w/系の音になるのも、当時、語幹のㅂが母音に挟まれてㅸとなっていたことに由来している。（곱+아→고ᄫᅡ→고와）。
中期朝鮮語の資料には、実際に表記として終声ㅸが用いられた例はないが、前述のような動詞の語幹末の終声ㅂは、もし現代のような形態音素論的表記をするならば終声ㅸ（ㅂに中和され音価は[p]という扱い）として表記されるところである。また16世紀初頭に崔世珍によって編纂された諺解本の老乞大・朴通事には、各漢字の下に二種の字音がハングルで記されており、このうち左側の音には実際の表記として終声ㅸが用いられる例が見られるが、この場合の音価は[-uʔ]とする説、あるいは[-u]を表すと共に旧入声字であることを示すとする説がある。

## 字形
『訓民正音』本文では唇音字（すなわちㅂ ㅍ ㅃ ㅁ）の下に喉音字ㅇを組み合わせることを連書と呼び、連書によって作られた字母ㅸ ㆄ ㅹ ㅱは唇軽音を表すとしている。これは『訓民正音解例』制字解によると唇同士は軽くさっと触れるだけで喉音の要素が多い音であるからという。このうち実際の朝鮮語の表記に用いられたのはㅸのみで、あとは漢字音や中国語音表記に用いられた。そのほかの連書として『解例』合字解に半舌音字ㄹに対する半舌軽音ᄛが設けられているが、実際に使われた用例はない。

## チアチア語での使用
2009年、インドネシアのチアチア族の言語チアチア語の表記にハングルが導入され、[v]の音節を表すときに、このㅸが用いられることとなった。

## 文字コード
| 名称                           | 種類   | コード | HTML実体参照コード | 表示 |
| HANGUL LETTER GABYEOUNBIEUP    | 単体字 | U+3178 | &#12664;           | ㅸ   |
| HANGUL CHOSEONG GABYEOUNBIEUP  | 初声用 | U+112B | &#4395;            | ᄫ   |
| HANGUL JONGSEONG GABYEOUNBIEUP | 終声用 | U+11E6 | &#4582;            | ᇦ     |